# Szmacianki
Szmacianki, Szmacianki-gałganki (ang. The Raggy Dolls) – brytyjski serial animowany powstały w latach 1986-1994.
W Polsce emitowany w latach 1995-1997 w paśmie wspólnym TVP lokalnych.

## Postacie
Szmacianki (ang. The Raggy Dolls):
- Smutniak (ang. Sad Sack)
- Kropka (ang. Dotty)
- Słuchawek (ang. Hi-Fi)
- Lucia (ang. Lucy)
- Odwrotek (ang. Back-To-Front)
- Claude
- Księżniczka (ang. Princess)
- Ragamuffin

## Lista odcinków
- 50. Pan Marmolada[1] / Mr Marmalade
- 51. W poszukiwaniu skarbu[2] / The Treasure Hunt
- 52. Dzień z Rupertem[3] / Rupert the Roo
- 53. Co z tą wiedźmą[4] / Witch is Which?
- 54. Bonfire Night
- 55. Gdzie się kończy tęcza[5] / Rainbow's End
- 56. Z komputerem w kosmos[6] / Lost in Space
- 57. Szmaciani Rzymianie[7] / Roman Ramblers
- 58. The Great Expedition
- 59. Strażnik mostu[8]
- 60. Kto się rządzi[9]
- 61. The Toy Fair
- 62. Ragamuffin
- 63. Grand Prix Dolls
- 64. Fond Farewells
- 65. Doctor Dolls
- 66. Old Fashioned Dolls
- 67. Lady Luck
- 68. Invisible Dolls
- 69. The Great Outdoors
- 70. Samotne echo[10] / The Lonely Echo
- 71. W drodze do domu[11] / Homeward Bound
- 72. Jedzie pociąg[12] / Railway Dolls
- 73. Koniec z latawcami[13] / Windy Weather
- 74. Majątek w diamentach[14] / Purple Diamonds
- 75. Trzmiel, który mówi[15] / The Giant Bumblebee
- 76. Powrót Ruperta[16] / The Return of the Roo
- 77. Zawody bumerangowe[17] / The Boomerang Games
- 78. Zniknięcie Herkulesa[18]
- 79. Wystawa okręgowa[19]